# Vinyl Goddess From Mars
Vinyl Goddess from Mars — компьютерная игра в жанре двухмерного платформера, разработанная компанией Six Pound Sledge Studios и изданная Union Logic Software Publishing, Inc. в 1995 году эксклюзивно для MS-DOS. Игра распространялась по условно-бесплатной модели.
Игра напоминает игру Jill of the Jungle компании Epic MegaGames. В процессе разработки рабочим названием игры было Jill of the Jungle II, но по некоторым причинам Epic MegaGames отказалась от издания игры, поэтому сюжет игры был изменён и она была выпущена как самостоятельная игра.
Роль героини игры для фотографии на титульном экране и для прилагающегося к полной версии постера исполнила Дебра Дэйр (Debra Dare), «Мисс Голая Вселенная» 1993 года.

## Сюжет
В очень далёком будущем Виниловая Богиня с Марса на небольшом космическом корабле направляется на собрание, посвящённое фильмам категории «B». Корабль попадает в метеоритный дождь и падает на оказавшуюся рядом планету. Виниловая Богиня катапультируется и также оказывается на планете. Она должна найти и починить свой корабль, чтобы не опоздать на собрание.

## Игровой процесс
Игрок управляет героиней, вооружённой метательными ножами. Игра состоит из трёх эпизодов, каждый из которых включает несколько уровней и карту мира для выбора уровня. Только первый эпизод доступен в незарегистрированной версии. Для прохождения уровня достаточной найти выход. Уровни содержат множество скрытых проходов. В игре отсутствуют боссы.